# Emblème de Hong Kong

Emblème de Hong Kong (depuis 1997)

Armoiries de Hong Kong (1959-1997)

L'actuel emblème régional de Hong Kong entra en vigueur le 1er juillet 1997, quand le Royaume-Uni rétrocéda Hong Kong à la république populaire de Chine, il a succédé aux armoiries coloniales de Hong Kong. Le blason a maintenant la désignation de "blason régional" . 
Le blason régional représente en cercle les éléments du drapeau de Hong Kong. Dans le cercle blanc on peut lire dans la légende le nom officiel du territoire en chinois traditionnel “中華人民共和國香港特別行政區" , qui signifie : "région administrative spéciale de Hong Kong de la république populaire de Chine" et la forme courte en anglais, "Hong Kong".